# Человек-паук: Нет пути домой
«Челове́к-пау́к: Нет пути́ домо́й» (англ. Spider-Man: No Way Home) — американский супергеройский фильм, основанный на персонаже комиксов Marvel Человеке-пауке, созданный Columbia Pictures и Marvel Studios и распространяемый Sony Pictures Releasing. Продолжение фильмов «Человек-паук: Возвращение домой» (2017) и «Человек-паук: Вдали от дома» (2019), а также 27-й по счёту кинокомикс в медиафраншизе «Кинематографическая вселенная Marvel» (КВМ), начатой лентой «Железный человек». Также фильм является кроссовером других фильмов о Человеке-пауке. Режиссёром фильма выступил Джон Уоттс, сценаристами — Крис Маккенна и Эрик Соммерс. Роль Питера Паркера / Человека-паука исполняет Том Холланд; также в фильме сыграли Зендея, Бенедикт Камбербэтч, Джейкоб Баталон, Джон Фавро, Джейми Фокс, Уиллем Дефо, Альфред Молина, Бенедикт Вонг, Тони Револори, а также Мариса Томей, Эндрю Гарфилд и Тоби Магуайр. По сюжету, Питер Паркер обращается за помощью к Стивену Стрэнджу (Камбербэтч), чтобы снова скрыть от всего мира тайну личности Человека-паука, что приводит к открытию мультивселенной, из-за чего суперзлодеи из альтернативных реальностей проникают во вселенную Паркера.
О планах на третий фильм о Человеке-пауке было объявлено в 2017 году во время съёмок «Возвращения домой». В августе 2019 года переговоры между Sony Pictures и Marvel Studios об изменении условий сделки, в рамках которой студии вместе снимают фильмы про Человека-паука, завершились тем, что Marvel отстранили от работы над проектом. Однако через месяц, после негативной реакции фанатов, компании заключили новую сделку. Вскоре было подтверждено участие Уоттса, Маккенны, Соммерса и Холланда в работе над кинокомиксом. Съёмки стартовали в октябре 2020 года в Нью-Йорке, затем переместились в Атланту в конце того же месяца и завершились в конце марта 2021 года. «Нет пути домой» исследует концепцию мультивселенной и связывает КВМ с предыдущими сериями фильмов о Человеке-пауке, снятых Сэмом Рэйми и Марком Уэббом. В фильме появляется множество актёров из этих двух франшиз, в том числе Тоби Магуайр и Эндрю Гарфилд, исполнявшие роли Питера Паркера в предыдущих фильмах. Возвращение Магуайра и Гарфилда стало предметом спекуляций, что привело к попыткам Sony, Marvel и актёров скрыть возвращение, несмотря на многочисленные утечки.
Мировая премьера фильма состоялась 13 декабря 2021 года в Лос-Анджелесе. Лента стала частью Четвёртой фазы КВM и вышла в прокат в России 15 декабря, а в США — 17 декабря. Фильм получил положительные отзывы критиков, отметивших актёрскую игру и химию между актёрами, эмоциональную составляющую, режиссуру, экшен-сцены, операторскую работу и музыку. В прокате лента собрала более $1,9 млрд, став самым кассовым проектом 2021 года и 6-м самым успешным в истории; картина установила несколько кассовых рекордов (3-й крупнейший дебютный уикенд в истории и первая лента, собравшая $1 млрд после начала пандемии COVID-19). Расширенная версия фильма вышла в прокат США 2 сентября 2022 года, а продолжение находится в активной разработке. В цифровом виде фильм вышел 15 марта 2022 года, а 12 апреля — на Blu-ray.

## Сюжет
Квентин Бек раскрывает личность Питера Паркера как Человека-паука. Департамент США по ликвидации разрушений допрашивает Паркера, его тётю Мэй, его девушку Эм-Джей и лучшего друга Неда Лидса. Питера обвиняют в убийстве Мистерио, однако адвокат Мэтт Мёрдок добивается снятия обвинений, но Питер Паркер и его близкие продолжают бороться с повышенным вниманием журналистов и общественности. Массачусетский технологический институт (MIT) отклоняет заявления о приёме от Питера, Эм-Джей и Неда из-за связи с Человеком-пауком, после чего Паркер приходит в Санктум Санкторум и просит помощи у Стивена Стрэнджа. Стрэндж предлагает применить заклинание «Руны Коф-Кола», которое заставит всех жителей планеты забыть, что Питер Паркер — это Человек-паук. Верховный чародей Земли Вонг предостерегает его, что это опасно, и уходит. Во время произнесения заклинания Питер просит внести в него изменения, чтобы Эм-Джей, Нед и тётя Мэй сохранили свои воспоминания. Повторные произнесения и коррективы нарушают целостность заклинания, открывая мультивселенную, однако Стивену удаётся поместить заклинание в магический многогранник, ограничив его действие на Вселенную. Узнав, что Паркер даже не попытался позвонить в институт и обсудить ситуацию, Стрэндж выставляет его за дверь.
Паркер пытается убедить проректора MIT, проезжающую мост Александра Гамильтона, принять заявления Эм-Джей и Неда. Внезапно на Питера нападает Отто Октавиус (Доктор Осьминог). Октавиус хватает Паука и, отломав часть брони Железного паука, интегрирует наночастицы в свои смарт-манипуляторы. Однако Паркер с помощью частиц берёт манипуляторы под свой контроль и спасает проректора. На мосту появляется Норман Озборн (Зелёный гоблин) и взрывает автомобили своими «тыквенными» бомбами. Стивен Стрэндж перемещает Паркера и Октавиуса в Санктум Санкторум, где помещает Октавиуса в магическую камеру, в одной из которых уже находится Курт Коннорс (Ящер), которого Стрэндж захватил ранее. Стивен объясняет Паркеру, что произнесение испорченного заклинания привело к появлению в их вселенной всех тех, кто знает личность Человека-паука, из других частей мультивселенной. Стрэндж обновляет веб-шутеры Питера с помощью магии, и просит его вместе с Эм-Джей и Недом найти и захватить оставшихся «гостей».
Паркер отправляется в лес к военной базе, откуда поступали сообщения об аномалии. По пути он сталкивается с Максом Диллоном (Электро), но при помощи Флинта Марко (Песочного человека) Питеру удаётся одолеть Макса. Паркер, поговорив с обоими, перемещает их в камеры в Санктум Санкторуме. Тем временем, Норман Озборн восстанавливает контроль над своей раздвоенной личностью, разбивает свою маску и отправляется в приют для бездомных «П.И.Р.», где работает тётя Мэй. Поговорив с Норманом, Мэй просит Питера попытаться «исправить» злодеев. Паркер приводит Озборна в Санктум Санкторум. Разговаривая друг с другом, захваченные злодеи понимают, что некоторые из них исчезли из своих вселенных незадолго до собственной гибели во время битвы с Человеком-пауком. Прибывает Доктор Стрэндж и сразу же помещает Нормана в камеру. Стрэндж представляет Паркеру кубический артефакт «Махина Ди Кадавус», в который он заключил испорченное заклинание, и собирается совершить ритуал, чтобы отправить злодеев обратно в их реальности. Однако Питер, понимая, что Стрэндж отправляет их на верную смерть, отбирает куб у Стрэнджа во время ритуала и сбегает. Стрэндж перемещает Питера в зеркальное измерение, однако Паркер связывает мага паутиной и крадёт его двойное кольцо для телепортаций. Питер предлагает злодеям попробовать «излечить» их от их суперспособностей и безумства, что может предотвратить их гибель после возвращения. Питер освобождает злодеев и приводит их в квартиру Хэппи Хогана. Паркеру при помощи Нормана Озборна удаётся воссоздать для доктора Октавиуса работающий чип по контролю над манипуляторами, после чего Октавиус навсегда восстанавливает контроль над ними. Паркер изготавливает для Диллона энергетический сифон на основе технологии дугового реактора Тони Старка, с помощью которого он намеревается поглотить всю излишнюю энергию из тела Макса. Всё выходит из-под контроля в тот момент, когда личность Зелёного гоблина берёт верх над Озборном и убеждает других злодеев не отказываться от своих способностей. Диллон, Марко и Коннорс сбегают. Питер сражается с Гоблином, а Мэй пытается убежать с незаконченными устройствами излечения для злодеев. Осознав, что именно тётя Мэй вложила в Питера высокие моральные ценности, Гоблин атакует её своим глайдером и бросает в неё бомбу. Мэй умирает на руках Питера, говоря племяннику перед смертью, что «с большой силой всегда приходит большая ответственность».
Джей Джона Джеймсон сообщает об этом в новостях на TheDailyBugle.net. Нед обнаруживает, что с помощью двойного кольца Стрэнджа он может создавать порталы. Он и Эм-Джей используют кольцо, чтобы попытаться найти Питера, однако вместо этого они телепортируют в дом Неда две другие версии Питера Паркера, которые также переместились из других реальностей заклинанием Стрэнджа. Нед и Эм-Джей находят Питера на крыше одного из зданий. Два других Человека-паука делятся своими переживаниями о гибели близких и вдохновляют Питера сражаться в память о тёте Мэй.
Три Паркера в лаборатории разрабатывают лекарства для сбежавших злодеев и заманивают Диллона, Марко и Коннорса к реконструируемой Статуе Свободы. Начинается сражение, и поначалу три Человека-паука действуют хаотично. Взяв тайм-аут, Пауки решают сражаться слаженно: Паркер этой вселенной обозначает себя как Питер-1, Паркер из вселенной Озборна, Октавиуса и Марко — как Питер-2, а Паркер из вселенной Коннорса и Диллона — как Питер-3. Эм-Джей прячет куб в лаборатории, но Неду не удаётся закрыть портал в неё. Питеру-2 удаётся излечить Флинта Марко. При помощи прибывшего Октавиуса удаётся излечить от сверхспособностей и Макса Диллона. Курт Коннорс замечает незакрытый портал и попадает в лабораторию. Спасаясь от него, Эм-Джей и Нед выбегают из портала. Однако Пауки справляются и с Коннорсом, превращая его снова в человека. Стивен Стрэндж возвращается из Зеркального измерения и готовится вновь привести в действие своё заклинание. Отто Октавиус и три Человека-паука пытаются защитить куб и Стрэнджа от прибывшего Зелёного гоблина, однако тот взрывает куб, и разломы в мультивселенной начинают разрастаться. Из-за взрыва, щит на Статуе отламывается и разрушает строительные леса, в результате чего Эм-Джей срывается с них. Питеру-1 не удаётся поймать её из-за Зелёного гоблина, но девушку спасает Питер-3, потерявший Гвен Стейси при схожих обстоятельствах. Доктор Стрэндж старается удержать барьер между вселенными, а Питер-1 вступает в битву с Гоблином. Питер избивает его, после чего берёт глайдер, и готовится его убить, но Питер-2 останавливает его. После этого он получает от Гоблина ножевое ранение в спину, но выживает. Питер-3 бросает Питеру-1 лекарство для Озборна, которое после использования восстанавливает его рассудок. Барьеры в мультивселенной продолжают разрушаться, и Питер понимает, что единственный способ защитить её — вернуться к первоначальной версии заклинания, однако с условием, что все забудут не просто личность Человека-паука, а самого Питера. Паркер обещает Эм-Джей и Неду, что найдёт их снова и расскажет всю правду. Стрэндж приводит заклинание в действие, возвращает всех Пауков и злодеев в их вселенные и стирает память о Паркере у каждого жителя своей вселенной. Через пару месяцев, на Рождество, Питер навещает Эм-Джей и Неда, чтобы вновь рассказать им о себе, но решает не делать этого, беспокоясь об их безопасности. На могиле тёти Мэй Питер разговаривает с Хэппи, который его не знает. Парень находит съёмную квартиру, шьёт себе новый костюм и возобновляет супергеройскую жизнь.
В первой сцене после титров Эдди Брок, также переместившийся из альтернативной вселенной, решает отправиться в Нью-Йорк и найти Человека-паука. Однако после повторного заклинания Стрэнджа он возвращается в свою реальность, случайно оставляя на столе в баре частичку симбиота Венома.
Вторая сцена после титров в формате тизера анонсирует картину «Доктор Стрэндж: В мультивселенной безумия» и сообщает, что «Доктор Стрэндж вернётся».
Также в результате нарушения второго заклинания Стрэнджа Эдриан Тумс, главный антагонист фильма «Человек-паук: Возвращение домой» (2017), перемещается во вселенную Брока.

## Актёрский состав
- Том Холланд — Питер Паркер / Человек-паук:
Супергерой и Мститель, который получил паучьи способности после укуса радиоактивного паука[5]. Фильм исследует последствия сцены после титров фильма «Человек-паук: Вдали от дома» (2019), в которой личность Питера Паркера как Человека-паука раскрывается всему миру[6], и Паркер становится более пессимистичным в отличие от предыдущих фильмов «Кинематографической вселенной Marvel» (КВМ). Холланд сказал, что Питер чувствует себя побеждённым и неуверенным, и был рад исследовать тёмную сторону персонажа[7]. Актёр сообщил, что возвращение к роли Питера Паркера, включая его негромкий голос и образ мыслей «наивного, очаровательного юноши», было странным для него после того, как он брал на себя другие роли, как это было в фильме «По наклонной» (2021)[8].
- Зендея — Мишель «Эм-Джей» Джонс-Уотсон:
Одноклассница и девушка Паркера[9][10]. В фильме раскрывается полное имя героини, которая до этого была известна только как Мишель Джонс, что приближает её к Мэри Джейн Уотсон из комиксов[10].
- Бенедикт Камбербэтч — Доктор Стивен Стрэндж:
Нейрохирург, ставший Мастером мистических искусств после автомобильной аварии, закончившей его карьеру[11]. Холланд посчитал, что Стрэндж не был наставником Паркера, в отличие от Тони Старка (Роберт Дауни-младший) в фильме «Человек-паук: Возвращение домой» (2017), но вместо этого увидел в них «коллег» и отметил, что их отношения ухудшаются на протяжении всего фильма[12]. Камбербэтчу показалось, что между Стрэнджем и Паркером существуют близкие отношения, потому что оба являются «супергероями по соседству» с общей историей[13]. Соавтор сценария Крис Маккенна описал Стрэнджа как голос разума в фильме[14].
- Джейкоб Баталон — Нед Лидс: Лучший друг Паркера[10][15]. Баталон сбросил 46 кг для роли в этом фильме[16].
- Джон Фавро — Гарольд «Хэппи» Хоган: Глава безопасности Stark Industries, бывший водитель и телохранитель Тони Старка, который присматривает за Паркером[17].
- Джейми Фокс — Макс Диллон / Электро:
Электромонтёр компании Oscorp из альтернативной реальности, который получил электрические суперспособности после несчастного случая с генетически модифицированными электрическими угрями. Фокс вновь исполняет роль Электро из фильма Марка Уэбба «Новый Человек-паук: Высокое напряжение» (2014)[15][18]. Внешний вид Электро был переработан для «Нет пути домой», создатели отказались от облика синего цвета из «Высокого напряжения», основанного на Ultimate-вселенной, в пользу дизайна, который больше напоминает внешний вид персонажа в комиксах[19].
- Уиллем Дефо — Норман Озборн / Зелёный гоблин:
Учёный и генеральный директор Oscorp из альтернативной реальности, который испытывает на себе нестабильный усилитель силы. В результате в его сознании развивается безумная вторая личность, которая использует продвинутую броню и оборудование Oscorp для своих преступлений. Дефо вновь исполняет свою роль из трилогии «Человек-паук» Сэма Рэйми[20]. По мнению Дефо, Зелёный гоблин «стал более продвинутым» по сравнению с образом из фильма «Человек-паук» (2002). Персонаж также получил обновления своего костюма, что делает его более похожим на версию из комиксов[21].
- Альфред Молина — Отто Октавиус / Доктор Осьминог:
Учёный из альтернативной реальности с четырьмя механическими манипуляторами, наделёнными искусственным разумом и сросшимися с его телом после несчастного случая. Молина вновь исполняет свою роль из фильма Рэйми «Человек-паук 2» (2004)[22]. Актёр был удивлён предложением вернуться к роли, потому что он стал старше за 17 лет и больше не находится в той же физической форме; чтобы Молина выглядел так же, как в фильме «Человек-паук 2», было использовано цифровое омолаживание[23]. В отличие от «Человека-паука 2», механические манипуляторы были созданы с помощью компьютерной графики[24].
- Бенедикт Вонг — Вонг: Наставник и друг Стрэнджа, который стал новым Верховным чародеем во время отсутствия Стрэнджа из-за 5-летнего «Скачка»[17][25].
- Тони Револори — Юджин «Флэш» Томпсон: Одноклассник и бывший соперник Паркера[26].
- Мариса Томей — Мэй Паркер:
Тётя Питера[27]. В процессе разработки сюжета сценаристы поняли, что Мэй будет играть роль, похожую на роль дяди Бена, как в предыдущих фильмах о Человеке-пауке, и именно она должна была произнести фразу «с большой силой приходит большая ответственность»[28].
- Эндрю Гарфилд — Питер Паркер / Человек-паук:
Альтернативная версия Питера Паркера, не сумевшая спасти свою девушку Гвен Стейси от гибели[29]. Гарфилд повторил свою роль из дилогии «Новый Человек-паук» Марка Уэбба[30][31]. Другие версии Человека-паука называют его «Питер-3»[32], а на сайте Marvel.com он назван «Удивительным Человеком-пауком»[33]. Гарфилд был заинтересован в изучении измученного Паркера после событий фильма «Новый Человек-паук: Высокое напряжение», включая то, как события из его жизни могут быть переданы персонажу Холланда[28]. Вернувшись к роли, Гарфилд сказал, что благодарен за возможность «уладить некоторые вопросы» своего Паркера, и описал работу с Холландом и Магуайром как возможность «проводить более глубокие беседы о опыте работы с персонажем»[34]. Паркер спасает Эм-Джей во время кульминации, подобно тому, как он не смог спасти Гвен в «Высоком напряжении». Крис Маккенна и соавтор сценария Эрик Соммерс отметили, что идея пришла в голову режиссёру Джону Уоттсу, когда они смотрели ролик предварительной визуализации, демонстрирующий идеи для кульминационной битвы[14].
- Тоби Магуайр — Питер Паркер / Человек-паук:
Альтернативная версия Питера Паркера, у которой получилось сохранить отношения со своей возлюбленной Мэри Джейн Уотсон[35]. Эта версия не нуждается в веб-шутерах и использует органическую паутину[36]. Магуайр повторил свою роль из трилогии Рэйми «Человек-паук»[30][31]. Другие версии Человека-паука называют его «Питер-2»[32], а на сайте Marvel.com он назван «Дружелюбным соседом Человеком-пауком»[33]. Магуайр не хотел раскрывать много подробностей о том, что произошло с его персонажем после событий фильма «Человек-паук 3: Враг в отражении (2007)»[28].

Рис Иванс вернулся к роли Доктора Курта Коннорса / Ящера из фильма Уэбба «Новый Человек-паук» (2012), учёного Oscorp из альтернативной реальности, который пытался создать регенерационную сыворотку, чтобы отрастить себе конечность и человеческие ткани, но превратился в большого рептилоидного монстра. Томас Хейден Чёрч повторил роль Флинта Марко / Песочного человека из фильма Рэйми «Человек-паук 3: Враг в отражении», мелкого преступника из альтернативной реальности, который после несчастного случая получил «песочные» суперспособности. Том Харди, не обозначенный в титрах фильма, повторил роль Эдди Брока / Венома из медиафраншизы «Вселенная Человека-паука от Sony» (SSU) в первой сцене после титров.
Несколько актёров вернулись к своим ролям из предыдущих фильмов КВМ: Энгаури Райс к роли Бетти Брант, одноклассницы Паркера и бывшей девушки Неда; Хэннибал Бёресс — к роли тренера Уилсона, учителя физкультуры; Мартин Старр — к роли Роджера Харрингтона, учителя Паркера по декатлону; Джей Би Смув — к роли Джулиуса Делла, учителя в школе Паркера; а Джей Кей Симмонс — к роли Джея Джоны Джеймсона, ведущего TheDailyBugle.net, в то время как Джейк Джилленхол появился в роли Квентина Бека / Мистерио в архивных кадрах из «Вдали от дома». Чарли Кокс вновь исполнил роль Мэтта Мёрдока из сериалов «Сорвиголова» и «Защитники» от Marvel Television и Netflix. Пола Ньюсом сыграла проректора по работе с абитуриентами Массачусетского технологического института, Ариан Моайед — агента Клири, Мэри Ривера — бабушку Неда, а Кристо Фернандес — бармена, обслуживающего Брока. Гарри Холланд, брат Тома, должен был появиться с камео наркоторговца, точно также, как в фильме «По наклонной», но его роль была вырезана из кинотеатральной версии. Лекси Рэйб, которая исполняла роль дочь Тони Старка Морган в фильме «Мстители: Финал» (2019), также должна была появиться, но её не включили в театральную версию.

## Производство

### Разработка
Во время производства фильма «Человек-паук: Возвращение домой» (2017) Marvel Studios и Sony Pictures планировали снять два сиквела о Человеке-пауке. В июне 2017 года Том Холланд заявлял, что действие третьего фильма будет происходить во время последнего года обучения Питера Паркера / Человека-паука в средней школе. В июле 2019 года глава Marvel Studios Кевин Файги заявил, что в третьем фильме будет представлена «история Питера Паркера, которая никогда раньше не экранизировалась» благодаря концовке второго фильма «Человек-паук: Вдали от дома» (2019), где публично была раскрыта тайна личности Человека-паука. Режиссёр «Возвращения домой» и «Вдали от дома» Джон Уоттс проявлял интерес к появлению Крейвена-охотника в качестве главного антагониста третьего фильма, предложив Холланду эту идею.
В августе 2019 года началась разработка двух новых фильмов о Человеке-пауке, и Sony надеялась, что Уоттс и Холланд примут в них участие; по контракту у Холланда оставался ещё один фильм, в то время как контракт Уоттса закончился после двух фильмов, и ему нужно подписать новый ещё на несколько фильмов. К тому времени Marvel Studios и Walt Disney Studios несколько месяцев обсуждали расширение своей сделки с Sony. По условиям действовавшей сделки, Marvel и Файги производили фильмы о Человеке-пауке для Sony и получали 5 % от кассовых сборов. Sony хотела расширить сделку, включив в неё больше фильмов, чем первоначально было согласовано, сохранив при этом остальные условия. Disney была обеспокоена занятостью Файги в проектах медиафраншизы «Кинематографическая вселенная Marvel» (КВM) и просила 20-50 % прибыли от будущих фильмов, которые Файги будет продюсировать для Sony. Не сумев прийти к соглашению, Sony объявила, что будет снимать новый фильм о Человеке-пауке без участия Файги или Marvel. В своём заявлении представители Sony признали, что ситуация может измениться в будущем и выразили благодарность Файги за работу над первыми двумя фильмами франшизы, заявив, что они высоко ценят «путь, на который [Файги] помог нам встать, по которому мы продолжим идти».
Сценаристы «Вдали от дома» Крис Маккенна и Эрик Соммерс уже работали над сценарием к третьему фильму на момент заявления Sony. Джон Уоттс же начал получать предложение стать режиссёром крупных фильмов для других студий вместо возвращения к Человеку-пауку, включая потенциальную работу над другой экранизацией для Marvel Studios и Кевина Файги. В сентябре председатель Sony Pictures Entertainment Тони Винчикерра рассказал, что в вопросе о возвращении Человека-паука в КВM «на данный момент дверь закрыта», и подтвердил, что персонаж будет внедрён в медиафраншизу «Вселенная Человека-паука от Sony» (SSU). Реагируя на негативную реакцию фанатов после этого объявления, Винчикерра добавил, что «сотрудники Marvel — потрясающие люди, мы их очень уважаем, но с другой стороны у нас есть свои довольно потрясающие люди. Файги не делал всю работу сам… мы сами вполне способны делать это». Однако недовольство фанатов продолжало расти на выставке D23; Тому Холланду пришлось лично разговаривать с гендиректором Disney Бобом Айгером и председателем Sony Pictures Entertainment Motion Picture Group Томом Ротманом, после чего компании вернулись к переговорам.
В конце сентября Sony и Disney объявили о новом соглашении, которое позволит Marvel Studios и Файги выпустить ещё один фильм про Человека-паука для Sony, выход которого запланирован на 16 июля 2021 года, сохранив персонажа в КВМ. Сообщалось, что Disney вложит 25 % в производство в обмен на 25 % прибыли фильма, сохраняя при этом права на выпуск продукции с персонажем. Соглашение также позволило Человеку-пауку Холланда появиться в ещё одном будущем фильме Marvel Studios. Файги заявил: «Я очень рад, что путешествие Паучка в КВМ продолжится, и я, и все мы в Marvel Studios очень рады, что мы продолжим работать с персонажем». Он добавил, что продвигаясь вперёд, Человек-паук из КВМ сможет «пересекать границы киновселенных» и появляться в киновселенной Sony. Это взаимодействие было названо «запросом и ответом» между двумя франшизами, поскольку общие детали каждой из них могут объединить создать «общую детализированную вселенную». Представители Sony описали их предыдущие картины с Marvel Studios как «отличное сотрудничество» и сказали: «Наше обоюдное желание продолжать было равносильно желанию многих фанатов». На момент нового соглашения Уоттс вошёл в финальную стадию переговоров по поводу режиссуры фильма.
Обсуждая новую сделку в октябре, Айгер приписал её усилиям Холланда, а также реакции фанатов на окончание первоначальной сделки, заявив: «Я сочувствовал Холланду, и было ясно, что фанаты хотели подписания нового соглашения». Он добавил, что во время переговоров Sony и Disney забыли, что «есть другие люди, которые действительно имеют значение». Том Ротман добавил, что считает сделку «беспроигрышной. Sony в выигрыше, Disney в выигрыше, фанаты в выигрыше». Возвращаясь к августовским сообщениям о срыве переговоров, Ротман усомнился в правильности названия обсуждений реальными переговорами; он посчитал, что окончательная сделка состоялась бы и без влияния негодования фанатов: «Мы бы достигли соглашения, а новости опередили некоторые события». Также в октябре было подтверждено, что Зендея вернётся к роли Эм-Джей в сиквеле. К концу года ожидалось, что съёмки начнутся в середине 2020 года.

### Подготовка
В апреле 2020 года Sony перенесла дату премьеры фильма на 5 ноября 2021 года из-за пандемии COVID-19. Хотя изначально предполагалось, что действие этого фильма будет происходить после событий фильма «Доктор Стрэндж: В мультивселенной безумия» (2022), некоторые аспекты сюжета были переписаны после того, как этот фильм был отложен для более позднего выпуска. В июне Мариса Томей подтвердила, что вернётся к роли Мэй Паркер, а Уоттс выступит режиссёром. Она выразила надежду, что работа Мэй в качестве общественного активиста будет показана в фильме. В следующем месяце Холланд рассказал, что съёмки планируется провести с конца 2020 года по февраль 2021 года, а Sony вновь перенесла премьеру, уже на 17 декабря 2021 года. Также было подтверждено, что Тони Револори вернётся к роли Флэша Томпсона.
В начале октября было объявлено, что Джейкоб Баталон и Бенедикт Камбербэтч вернутся к ролям Неда Лидса и Доктора Стивена Стрэнджа, соответственно, в то время как Джейми Фокс вернётся к роли Электро из фильма Sony «Новый Человек-паук: Высокое напряжение». Съёмки должны были начаться позже в том же месяце. Грэм Макмиллан из «The Hollywood Reporter» чувствовал, что включение Стрэнджа в ленту не было случайным совпадением, учитывая кастинг актёров из прошлых фильмов про Человека-паука, таких как Фокс. Непосредственно перед началом съёмок, ещё несколько других ключевых актёров должны были подписать контракт на съёмки. По словам Холланда, для создания фильма требовались «все или ни один» из актёров.

### Съёмки
Вторая съёмочная группа провела съёмки в Нью-Йорке с 14 по 16 октября 2020 года под рабочим названием «Спокойствие, приди» (Serenity Now), чтобы получить адресные планы для последующего производства. Съёмки также проводились в окрестностях Астории, Саннисайда и Лонг-Айленд-Сити в Куинсе. 23 октября съёмки проводились в Гринвич-Виллидж на Манхэттене.
25 октября производство картины переместилось в Атланту, где к съёмочной группе присоединились Холланд, Баталон и Зендея после того, как Холланд закончил съёмки в фильме Sony «Анчартед: На картах не значится» (2022) двумя днями ранее. Мауро Фиоре выступил оператором-постановщиком фильма, заменив на посту Шеймаса Макгарви, который был вынужден покинуть проект после заражения коронавирусом и из-за конфликта в расписании с фильмом «Сирано» после переноса съёмок «Нет пути домой». Изначальной датой начала производства был июль 2020 года, но её перенесли в связи с пандемией COVID-19. Съёмки проводились на студии Trilith Studios при соблюдении строгих мер безопасности в целях предотвращения распространения COVID-19. Чтобы уменьшить взаимодействие между актёрами и членами съёмочной группы на площадке во время пандемии и предотвратить дальнейшие заморозки съёмок, производство, как сообщалось, будет опираться на «инновационную новую технологию», которая будет сканировать актёров для системы визуальных эффектов, которая может накладывать грим и костюмы на актёров во время пост-продакшена. Была также установлена световая система, сигнализирующая, когда актёры могут снять маски и когда надеть их. К концу ноября 2020 года Камбербэтч приступил к съёмкам своих сцен в Атланте перед началом работы над фильмом «Доктор Стрэндж: В мультивселенной безумия», съёмки которого начались в том же месяце в Лондоне. Производство «Нет пути домой» продолжалось от семи до восьми недель, до рождественского перерыва, во время которого использовались рабочие названия «Спокойствие приди» и «Ноябрьский проект».
К декабрю Альфред Молина заключил контракт на возвращение к роли Отто Октавиуса / Доктора Осьминога из фильма «Человек-паук 2» (2004) от Sony. К то времени издание Collider сообщило, что Эндрю Гарфилд вернётся к роли Питера Паркера / Человека-паука из дилогии «Новый Человек-паук» Марка Уэбба вместе с Кирстен Данст в роли Мэри Джейн Уотсон из кинотрилогии «Человек-паук» Сэма Рэйми, а Тоби Магуайр ведёт переговоры о возвращении к роли его Питера Паркера / Человека-паука из фильмов Рэйми, и Эмма Стоун также должна была вернуться к роли Гвен Стейси из фильмов Уэбба. Обсуждая возвращение актёров из предыдущих франшиз про Человека-паука, Ньюби показалось, что фильм в стиле кроссовера может «снизить эффект» от успешного анимационного фильма Sony «Человек-паук: Через вселенные» (2018). Макмиллан сравнил «Через вселенные» с комиксами «Кризис на Бесконечных Землях» от DC Comics, сказав, что «мультивселенская сюжетная линия даёт Marvel возможность обрубить некоторые свободные концы, при этом создавая будущее своей кинематографической вселенной, и исполнить мечты некоторых фанатов». Кроме того, он счёл возможным появление других Людей-пауков в фильме, включая персонажей из «Через вселенные», актёра Николаса Хаммонда из сериала телесериала 1970-х годов, или Такуя Ямасиро. Макмиллан также ссылался на переговоры по контракту между Marvel и Sony, предположив, что с помощью фильма Человек-паук может быть отделён от КВМ. Хоай-Тран Буй из /Film опасалась, что фильм становится «слишком переполненным», и пожелала, чтобы Холланд мог «справиться с ролью без участия более крупных актёров», но ей была приятна мысль о «какой-нибудь старой доброй болтовне между Холландом, Гарфилдом и Магуайром». Адам Б. Вэри из «Variety» отметил, что эти сообщения не были подтверждены и вызвали неопределённость, появятся ли актёры с полными ролями или только в качестве камео. Вскоре после этого Холланд рассказал, что, насколько ему известно, Магуайр и Гарфилд не появятся в фильме, а Файги подтвердил, что «Нет пути домой» будет связан с «Мультивселенной безумия». Многих актёров, вернувшихся из предыдущих фильмов про Человека-паука, доставляли на съёмочную площадку в плащах, чтобы предотвратить утечку информации об их участии в фильмах.
В январе 2021 года Файги признал, что внутри Marvel фильм называли «Возвращение домой 3», хотя это не было его настоящим названием. К тому моменту, по сообщениям СМИ, Чарли Кокс, который исполнял роль Мэтта Мёрдока / Сорвиголовы в сериалах Netflix от Marvel Television, снялся в определённой роли в фильме, а фотографии со съёмочной площадке в Атланте указывали на то, что действие фильма будет происходить во время рождественского сезона. С 22 по 24 января 2021 съёмки проходили в средней школе имени Фредерика Дугласа. В следующем месяце Холланд описал фильм как «самый амбициозный сольный супергеройский фильм» и развеял слухи о том, что Магуайр и Гарфилд появятся в фильме. В конце февраля 2021 года было объявлено название фильма — «Человек-паук: Нет пути домой» в продолжение традиции включать слово «дом» в названия о Человеке-пауке в КВМ. Съёмки проходили в средней школе Мидтауна с 19 по 21 марта. Система государственных школ Атланты запретила использовать учебные заведения для съёмок из-за пандемии COVID-19, но сделала исключение для этого фильма, поскольку школы Фредерика Дугласа и Мидтаун ранее использовались при съёмках фильма «Человек-паук: Возвращения домой». К тому моменту стало известно, что Хэннибал Баресс вновь исполнит роль тренера Уилсона, а в августе 2021 года Баресс выпустил музыкальное видео, в котором показал, что он снимал сцены в Атланте. Холланд считал, что у «Нет пути домой» были «более висцеральные» боевые сцены, чем в предыдущих двух фильмах, а также больше рукопашного боя. Съёмки завершились 26 марта 2021 года. Также ожидалось, что съёмки пройдут в Лос-Анджелесе и Исландии.

### Пост-продакшен
В апреле 2021 года Молина подтвердил, что появится в фильме, пояснив, что ему было запрещено говорить о своей роли в фильме во время съёмок, но он понял, что о его появлении были распространены слухи и сообщения. Позже в том же месяце Джей Би Смув раскрыл, что вернётся к роли учителя Джулиуса Делла из «Вдали от дома», в то время как Кокс заявил, что он не участвовал в фильме. В начале мая Гарфилд отрицательно ответил на вопрос о съёмках в фильме, но позже сказал «никогда не говори никогда», а Энгаури Райс, как выяснилось, вернулась к роли Бетти Брант. Позже в том же месяце Стоун опровергла своё участие в фильме.
Также в мае 2021 года президент Sony Pictures Group Сэнфорд Панич признал, что у фанатов была путаница и разочарование по поводу отношений между SSU и КВМ, но заявил, что существует детальный план, и он предположил, что после анонса фильма SSU «Крейвен-охотник» (2024) «становится немного более понятным для зрителей [относительно] того, куда мы направляемся». Он добавил, что «Нет пути домой» не поможет раскрыть больше этот план, и Адам Б. Вэри из «Variety» прокомментировал, что предполагаемая идея о том, что «Нет пути домой» будет включать элементы мультивселенной, как считалось, позволит Холланду появиться как в КВМ, так и в SSU. Официальный тизер-трейлер подтвердил участие Джона Фавро в роли Гарольда «Хэппи» Хогана и Бенедикта Вонга в роли Вонга из прошлых фильмов КВМ, а также Джей Кей Симмонса в роли Джея Джоны Джеймсона из «Вдали от дома», сыгравшего до этого другую версию персонажа из трилогии Рэйми. Он также подтвердил, что в фильме появятся персонажи Электро и Зелёный гоблин, подразумевая, что это воплощение Зелёного гоблина будет версией Уиллема Дефо из фильмов Рэйми. В сентябре 2021 года Гарфилд снова отрицал, что снимался в фильме, сказав: «Что бы я ни говорил… это либо будет действительно разочаровывающим для людей, либо это будет действительно захватывающим».
В начале октября многие комментаторы ожидали, что Том Харди вновь исполнит свою роль Эдди Брока / Венома из фильмов «Веном» (2018) и «Веном 2» (2021) после того, как сцена после титров второго фильме показала персонажа, который, по-видимому, перенёсся из их вселенной (SSU) в КВМ. Файги отметил, что было «много координации» между командами «Венома 2» и «Нет пути домой» для работы над сценой после титров «Венома 2» и что полный объём координации ещё предстоит раскрыть. Позже в том же месяце, для выпуска «Empire», посвящённого «Нет пути домой», Уоттс сказал, что они пытаются быть амбициозными с фильмом, приглашая актёров из предыдущих фильмов о Человеке-пауке, что, по мнению Холланда, было удивительно и безумно. Было объяснено, что фильм будет исследовать миры предыдущих фильмов, в которых Доктор Осьминог и Электро, а также Зелёный Гоблин Уиллема Дефо, Флинт Марко / Песочный человек Томаса Хейдена Чёрча из фильма Рэйми «Человек-паук 3» (2007) и Курт Коннорс / Ящер Риса Иванса из фильма Уэбба «Новый Человек-паук» (2012) были названы персонажами из этих миров. На обложке номера также были визуальные ссылки на некоторых из этих персонажей, причём многие комментаторы ожидали, что Чёрч и Иванс появятся в ролях Песочного человека и Ящера. Команда «Нет пути домой», как говорят, «не спешит подтверждать или опровергать появление» нескольких персонажей, при этом Уоттс заявил, что эти домыслы — неподтверждённые слухи, а Файги сказал, что слухи — это весело, поскольку «многие из них правдивы, а многие неправдивы», и предостерёг зрителей от ожиданий, связанных со слухами, чтобы они радовались фильму, который будет снят, а не сосредотачивались на том, что не было сделано.
В начале ноября Хорхе Лендеборг-младший сообщил, что он вернётся к роли Джейсона Ионелло в фильме, и, как и его появление в «Возвращении домой» и «Вдали от дома», будет иметь «очень мало общего с основной» историей. К середине месяца для фильма были завершены дополнительные съёмки. Ариан Моайед раскрыл, что к тому времени он получил роль в фильме, в то время как Данст сказала, что она не появится в фильме, но «никогда не откажется» вновь исполнить роль Мэри Джейн Уотсон. Второй трейлер к фильму подтвердил участие Дефо, Чёрча и Иванса. Паскаль описала «Нет пути домой» как «кульминацию трилогии „Возвращение домой“». Джеффри Форд и Ли Фолсом Бойд выступили в качестве монтажёров фильма. Харди в конечном итоге появился в роли Брока в сцене посреди титров, в то время как после титров фильма был показан тизер-трейлер к фильму «Доктор Стрэндж: В мультивселенной безумия».

## Музыка
В ноябре 2020 года было подтверждено, что композитор фильмов «Человек-паук: Возвращение домой» (2017) и «Человек-паук: Вдали от дома» (2019) Майкл Джаккино напишет музыку к фильму. Саундтрек к фильму был выпущен в цифровом виде 17 декабря 2021 года вместе с треком под названием «Arachnoverture», который был выпущен в качестве сингла 9 декабря, а на следующий день был выпущен трек «Exit Through the Lobby». Саундтрек также включает музыку из предыдущих саундтреков к фильмам о Человеке-пауке других композиторов, включая Ханса Циммера, Джеймса Хорнера и Дэнни Эльфмана, а также тему Джаккино из фильма «Доктор Стрэндж» (2016).

## Маркетинг
В мае 2020 года Sony вступила в рекламное партнёрство с Hyundai Motor Group, чтобы продемонстрировать свои новые модели и технологии в фильме. В ноябре 2021 года Hyundai выпустила рекламный ролик под названием «Only Way Home», рекламирующий фильм и SUV Ioniq 5, и в ролике снялись Холланд и Баталон, а его режиссёром стал Уоттс. В фильме присутствуют Ioniq 5 и Hyundai Tucson. В конце февраля 2021 года Холланд, Баталон и Зендея в своих социальных сетях опубликовали три кадра со своими персонажами из фильма вместе с поддельными названиями: «Человек-паук: Звонок домой», «Человек-паук: Домашний вредитель» и «Человек-паук: Домашний срез», соответственно. На следующий день было объявлено официальное название фильма с помощью короткого видео, где Холланд, Баталон и Зендея покидают офис Уоттса (где они предположительно получили поддельные названия). В видео Баталон и Зендея отмечают, что Холланду нельзя доверять настоящее название, так как он «случайно» раскрыл название второго фильма. Видео заканчивается белой доской, на которой показаны все рассмотренные различные названия, в большинстве из которых присутствует слово «дом». Дженнифер Биссет из CNET предположила, что эти названия и логотипы могут представлять злодеев в фильме, включая Электро от Джейми Фокса и Доктора Осьминога от Альфреда Молины, в то время как Умберто Гонсалес из «TheWrap» назвал их забавными «подделками в стиле „замани и обмани“», и отметил, что название «Звонок домой» ссылается на фразу из фильма «Инопланетянин» (1982). Грегори Лоуренс из Collider посчитал, что название «Домашний вредитель» может указывать на то, что фильм будет похож на триллер 1990-х годов, и счёл эти названия «очень хорошей шуткой» для восхищения фанатов. Он также сравнил эти кадры с «ужасающим/внушающим благоговейный трепет чудом» фильмов Стивена Спилберга, сравнив его с «Балбесами» (1985), в то время как Жермен Люссье из io9 показалось, что кадр испускал «тонкие флюиды „Сокровищ нации“ и „Индианы Джонса“». В июле 2021 года Marvel представила различные игрушки и фигурки для фильма, в том числе Funko Pops, фигурки Marvel Legends и наборы Lego.
К концу августа 2021 года, отвечая на вопрос об отсутствии трейлера и официальных изображений или описаний фильма, Кевин Файги рассказал, что фильм не является «более или менее секретным, чем любой из наших других проектов», и подтвердил, что трейлер будет выпущен до премьеры фильма в кинотеатрах. Хотя Sony занимается маркетингом фильма, их маркетинговая команда находится в координации с Disney, чтобы каждый знал, когда любой из них выпускает контент, связанный с КВМ, поэтому это «беспроигрышный вариант для всех». 22 августа в социальных сетях был опубликован утёкший первый тизер-трейлер, который «The Hollywood Reporter» посчитало «настоящим», а Sony начала работу по удалению копий утечки. Адам Читвуд из Collider отметил нарастающий онлайн-«пыл», окружающий трейлер, и посчитал, что независимо от того, когда он был выпущен и что было показано, он не будет «соответствовать шумихе, которую фанаты создали в своих умах». Читвуд написал, что другие фильмы 2021 года от Marvel Studios не имеют такого же уровня спроса, как «Нет пути домой», указав, что все кастинги, о которых ходили слухи, если они являются правдой, позиционируют фильм как «опыт, который бывает один раз в жизни». Кроме того, он задался вопросом, боялась ли Sony указывать дату выхода фильма в декабре 2021 года на фоне всплеска заболеваемости дельта-вариантом COVID-19.
Тизер-трейлер был официально выпущен 23 августа во время панели Sony на фестивале CinemaCon 2021. Деван Когган из «Entertainment Weekly» отметил, что трейлер подтвердил мультивселенную в фильме, включая элементы из фильмов Рэйми и Уэбба, а Итан Андертон из «/Film» назвал трейлер «чем-то захватывающим» из-за подтверждений многих слухов. Остин Гослин из Polygon, наоборот, посчитал, что многое из того, о чём ходили слухи, не было раскрыто в трейлере, поэтому, возможно, слухи были ложными или Marvel всё ещё намеревается хранить их в тайне. Коллега Андертона Джошуа Мейер назвал трейлер «дурацки наполненным потрясающими моментами» и отметил, что фильм будет адаптировать сюжетную линию комиксов «Ещё один день»; Ричард Ньюби из «The Hollywood Reporter» ранее отмечал очевидность адаптации сюжетных линий «Ещё один день» и «Всего лишь миг» после раскрытия участия в фильме Камбербэтча. Многие комментаторы отметили в трейлере намёки на Песочного человека и Ящера как указание на формирование Зловещей шестёрки. Винни Манкузо из «Collider» был взволнован возвращением Молины и возможным участием Дефо, но назвал это «дешёвой попсой», поскольку это «не играет на руку историям, которые вы пытаетесь рассказать в настоящем, напоминая аудитории, что раньше было лучше». Он также посчитал, что трейлер «продолжил традицию Marvel, не давая Человеку-пауку Тома Холланда блистать в собственных фильмах о Человеке-пауке», поскольку в трейлере у Паркера было «ноль запоминающихся моментов». За первые 24 часа трейлер набрал 355,5 млн просмотров по всему миру, став самым просматриваемым трейлером в истории, превзойдя подобный рекорд «Мстителей: Финал» (289 млн просмотров) и более чем вдвое превысив просмотры трейлера «Вдали от дома» за первые сутки (135 млн). Трейлер также вызвал самый большой объём 24-часовых обсуждений в социальных сетях во всём мире с 4,5 млн упоминаний, из которых 2,91 млн в США и 1,5 миллиона в остальных странах; снова были превышены показатели «Мстителей: Финал» (1,94 млн в США, 1,38 млн в других странах).
Премьера официального трейлера состоялась на показе для фанатов, который прошёл в кинотеатре Regal Sherman Oaks в Лос-Анджелесе 16 ноября 2021 года. Гослин чувствовал, что трейлер «раскрывает всю полноту мультивселенной Человека-паука от Marvel», в то время как его коллега Мэтт Патчес отметил отсутствие в трейлере Человека-паука Магуайра или Гарфилда, но считал, что «вполне возможно, что актёры появятся в „Нет пути домой“». Джейсон Роббинс из Collider был разочарован трейлером, сказав, что это было «то, чего мы ожидали, но меньше», поскольку не было подтверждения Магуайра или Гарфилда или «дальнейшего понимания мультивселенной; а только настоящие злодеи из фильмов про другие воплощения Человека-паука, которых мы ожидали увидеть». Некоторые обозреватели сказали, что части трейлера выглядели так, как будто Магуайр и Гарфилд были вырезаны из отснятого материала, например, кадр, на котором Ящера, кажется, бьёт невидимая сила. 24 ноября 2021 года Sony выпустила несколько видео в TikTok для TheDailyBugle.net с участием Симмонса и Райс. В декабре 2021 года состоялась премьера одноминутной вступительной сцены фильма исключительно на шоу «Поздней ночью с Сетом Майерсом», в то время как в Нью-Йорке в партнёрстве с Liberty Mutual был установлен газетный киоск для «The Daily Bugle» для продвижения фильма. Другие маркетинговые партнёры включают видеоигры «Fortnite» и «PUBG Mobile», в которых были представлены специальные игровые реквизит и костюмы на тему Человека-паука, Asus, чей ноутбук Republic of Gamers (ROG) используется Недом в фильме, Xiaomi, imoo, Continental AG и напитки Tampico. В целом, общая рекламная стоимость фильма составила $202 миллиона.

## Прокат

### Кинотеатральный прокат
Мировая премьера «Человека-паука: Нет пути домой» состоялась в Fox Village Theatre в Лос-Анджелесе 13 ноября 2021 года. Фильм вышел в прокат в России и Великобритании 15 декабря 2021 года, а в США — 17 декабря. Изначально премьера должна была состояться 16 июля 2021 года, но её перенесли на 5 ноября 2021 года, а затем на декабрь 2021 года в связи с пандемией COVID-19. Фильм является частью Четвёртой фазы КВM. В августе 2021 года Sony и CJ 4DPlex объявили о сделке по выпуску 15 фильмов Sony в течение трёх лет в формате ScreenX, включая «Нет пути домой». В ноябре 2021 года был подтверждён релиз ленты в Китае, что делает «Нет пути домой» первым фильмом Четвёртой фазы, который выйдет в Китае после того, как «Чёрная вдова», «Шан-Чи и легенда десяти колец» и «Вечные» не были выпущены в стране, хотя по состоянию на декабрь 2021 года дата выхода отсутствует, отчасти из-за дипломатической напряжённости между Китаем и США, включая запланированный дипломатический бойкот зимних Олимпийских игр 2022 года в Пекине.
Расширенная «более забавная» версия фильма вышла в кинотеатрах США и Канады 2 сентября 2022 года.
В марте 2024 года Sony объявила, что все фильмы о Человеке-пауке будут перевыпущены в кинотеатрах в рамках празднования 100-летия Columbia Pictures. «Человек-паук: Нет пути домой» будет перевыпущен 3 июня 2024 года.

### Выход на носителях

Для объявления даты выхода фильма на цифровых носителях актёры Том Холланд, Эндрю Гарфилд и Тоби Магуайр воссоздали популярный интернет-мем

Sony Pictures Home Entertainment изначально планировала выпустить фильм «Человек-паук: Нет пути домой» в цифровом формате 22 марта 2022 года и на Ultra HD Blu-ray, Blu-ray и DVD 12 апреля того же года. Он будет доступен в комплекте из трёх фильмов, который включает все картины Marvel Studios о Человеке-пауке, а также в комплекте из восьми фильмов, которые включают все картины с Холландом, Магуайром и Гарфилдом. Фильм имеет большое количество предзаказов на цифровых носителях на Vudu и превосходит покупки фильма «Мстители: Финал». Объявляя о дате выхода фильма на цифровых носителях, Sony разместила в соцсетях фотографию Холланда, Магуайра и Гарфилда, воссоздающих популярный мем из 19 эпизода первого сезона мультсериала «Человек-паук» 1967 года, где несколько Людей-пауков указывают друг на друга; твиты изображения собрали более 10 000 репостов в течение нескольких минут после публикации. Однако 11 марта 2022 года фильм попал в сеть в хорошем качестве на пиратские сайты, поэтому релиз был перенесён на 15 марта. На следующий день сайт Film.ru сообщил, что Sony отменяет цифровой релиз картины в России из-за ситуации на Украине.
«Человек-паук: Нет пути домой» планируется выпустить на Starz после его релизов в кино и на домашних носителях. Это будет последний фильм, выпущенный Sony с эксклюзивным выпуском SVOD на Starz, так как следующие фильмы будут выпущены на Netflix после их выхода в кинотеатрах и на домашних носителях до 2026 года. В апреле 2021 года Sony подписала соглашение с Disney, предоставляющее им доступ к своему наследию, включая прошлые фильмы про Человека-паука и контент Marvel во «Вселенной Человека-паука от Sony», для показа на Disney+ и Hulu и появления в телесетях Disney. Доступ Disney к фильму Sony появится после их появления на Netflix.

## Реакция

### Кассовые сборы
По состоянию на сентябрь 2022 года «Человек-паук: Нет пути домой» собрал $ 814,1 млн в США и Канаде и $ 1,108 млрд на других территориях, в общей сумме собрав $ 1,922 млрд по всему миру, тем самым став самым кассовым фильмом 2021 года.
В США и Канаде в дебютный день проката «Человек-паук: Нет пути домой» собрал $ 121,9 млн (включая $ 50 млн с предварительных показов), показав второй лучший результат, уступив «Мстители: Финал» ($ 157,4 млн) и став самым высоким дебютом в декабре.
Фильм заработал $ 43,6 млн на 15 рынках в день его премьеры, при этом Sony показала лучший результат в день премьеры в Южной Корее, Великобритании, Мексике, Италии и Тайване. В Южной Корее фильм собрал в день премьеры $ 5,28 млн, тем самым превзойдя «Человека-паука: Вдали от дома» в день премьеры в стране более чем на 11 % и показав самый большой результат за один день для любого фильма во время пандемии. В Великобритании фильм побил рекорд кассовых сборов «Не время умирать» — 7,6 млн фунтов ($ 10,1 млн). В Индии кассовые сборы фильма в день его премьеры составили от 32 крор ($ 4,2 млн) до 34,50 крор ($ 4,6 млн), опередив «Финал» и индийский фильм «Сурьяванши» (2021). За пятидневный уик-энд фильм собрал $ 340,8 млн на 60 рынках. По состоянию на 22 декабря 2021 года крупнейшими рынками фильма являются Великобритания ($ 52,7 млн), Мексика ($ 41,4 млн), Южная Корея ($ 27,1 млн), Франция ($ 26,2 млн), Бразилия ($ 24,4 млн), Австралия ($ 24 млн), Индия ($ 21,8 млн), Россия ($ 20,3 млн), Италия ($ 14,9 млн) и Германия ($ 13,8 млн). Во многих странах по всему миру были побиты различные рекорды по кассовым сборам не только в постковидную эпоху, но и за всю историю наблюдений. В России в первый день проката «Человек-паук: Нет пути домой» установил постковидный рекорд, собрав 239,5 млн рублей. Предыдущим лидером был фильм «Веном 2» с результатом 202,7 млн рублей, который в сумме собрал 2,055 млрд рублей, что делает его самым кассовым фильмом 2021 года. Также «Нет пути домой» вошёл в тройку по стартовой кассе в России за всю историю, уступив фильмам «Мстители: Война бесконечности» (274,4 млн рублей) и «Мстители: Финал» (436,7 млн рублей).

#### Рекорды предпродаж билетов
Билеты поступили в продажу в полночь 29 ноября 2021 года, и несколько сайтов по продаже билетов, таких как Fandango и AMC Theatres, почти сразу же рухнули из-за большого притока пользователей, пытающихся приобрести билеты на этот фильм. Продажи билетов на сайте Fandango превзошли продажи билетов на «Чёрную вдову» всего за два часа, и к концу первого дня продажи стали лучшими со времён «Финала», при этом за 24 часа превысив продажи билетов на фильмы «Мстители: Война бесконечности», «Звёздные войны: Последние джедаи» (2017), «Человек-паук: Вдали от дома», «Звёздные войны: Скайуокер. Восход» (2019) и «Изгой-один» (2016). У «Нет пути домой» были вторые по величине однодневные продажи билетов на AMC, а генеральный директор Адам Арон приписал это невзаимозаменяемым токенам (NFT) на тему Человека-паука.
Фильм также установил рекорды в Мексике, собрав $ 7 млн в первый день продажи билетов, что на 40 % больше, чем у «Финала». В Великобритании фильм трижды превзошёл по продажам «Не время умирать» за один и тот же двенадцатидневный промежуток до его выхода, в то время как продажи билетов в Бразилии в тот же момент были на 5 % выше, чем у «Финала». Фильм также прошёл предпродажные рекорды девятого эпизода «Звёздных войн» в Польше и «Не время умирать» в Португалии. Другие рынки с лучшими показателями предпродажи включают Испанию, Бразилию и Центральную Америку.

### Отзывы критиков

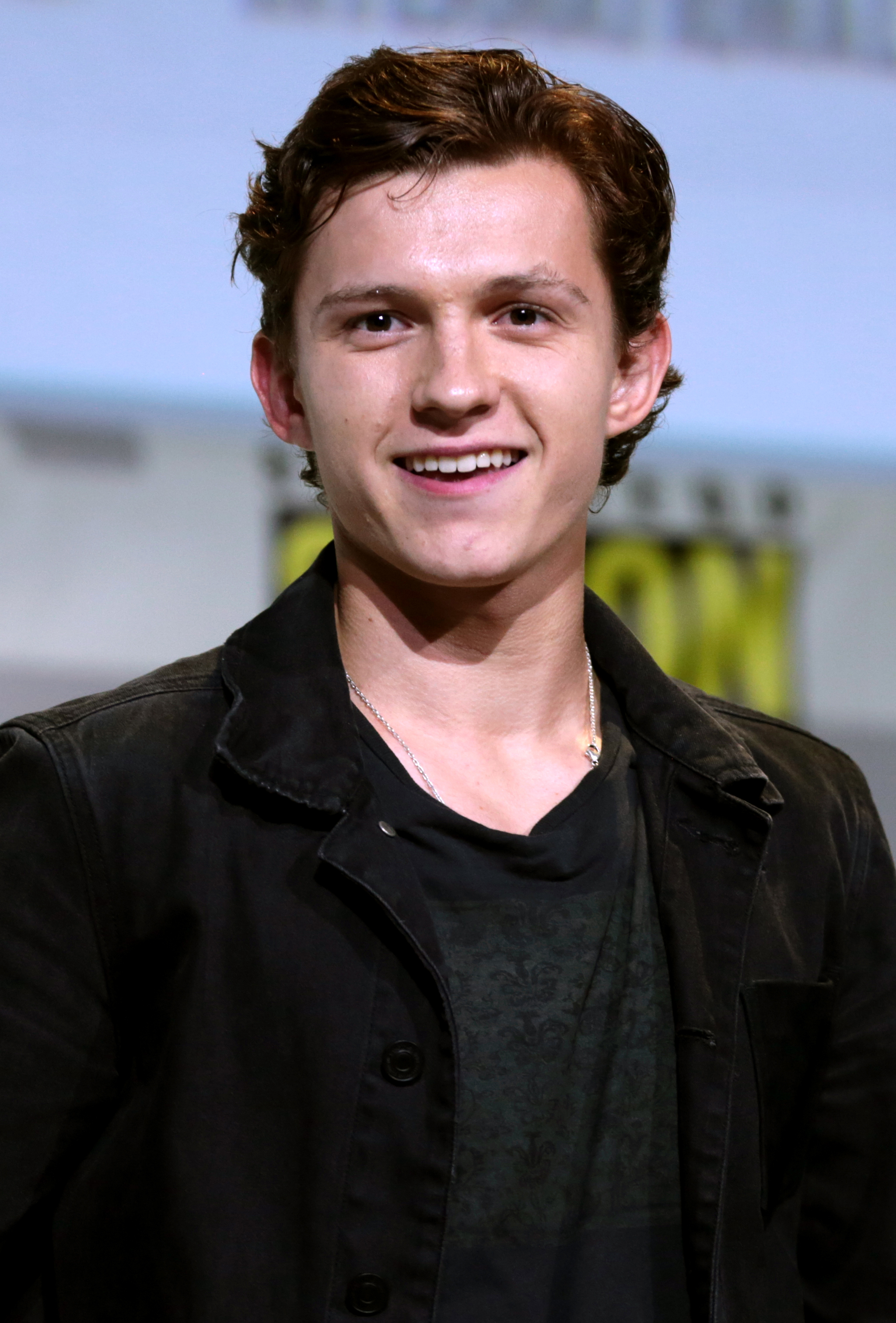
Выступление Тома Холланда в роли Человека-паука получило высокую оценку, и многие критики отметили его как выдающегося персонажа в фильме

На агрегаторе рецензий Rotten Tomatoes «рейтинг свежести» фильма составляет 93 % со средней оценкой 7,9/10 на основе 431 отзыва. Консенсус критиков гласит: «„Нет пути домой“ — это более масштабная и смелая экранизация „Человека-паука“, раздвигающая границы и повышающая ставки франшизы, но не упускающая присущий серии фильмов юмор и душу». На сайте Metacritic средневзвешанная оценка ленты составляет 71 из 100 на основе 60 рецензий, что означает «преимущественно благоприятные отзывы». Зрители, опрошенные для CinemaScore, дали фильму редкую оценку «A+» по шкале от A+ до F. Это первый игровой фильм о Человеке-пауке и четвёртый фильм КВМ в целом, получивший эту оценку после фильмов «Мстители» (2012), «Чёрная пантера» (2018) и «Мстители: Финал» (2019). PostTrak сообщил, что 95 % зрителей дали фильму положительную оценку, при этом 89 % сказали, что они определённо рекомендовали бы его.
Амелия Эмбервинг из IGN поставила фильму 8 баллов из 10, заявив, что его «влияние на вселенную в целом, а также общие эмоциональные ритмы, все чувствуются заслуженными», при этом похвалив выступления Дефо, Молины и Фокса. Пит Хэммонд из Deadline Hollywood похвалил режиссёрскую работу Уоттса и написал: «Холланд, Зендея и Баталон — бесценное трио, а различные злодеи и „другие“, которые появляются и выходят, делают этот чистый фильм забавой высшего порядка. Фанаты будут на небесах». Питер Дебрюге из Variety похвалил выступления Гарфилда и Магуайра и выразил мнение, что фильм «достаточно хорошо раскрывает историю приключений Человека-паука за последние два десятилетия, и зрители, которые не обратили внимания на эту историю, будут вознаграждены за то, что дали ей шанс». Дон Кэй из Den of Geek дал фильму 4 звезды из 5 за его боевые сцены, выступления и химию между актёрами, заявив, что «„Нет пути домой“ направляет весь спектр фильмов о Человеке-пауке, при этом, наконец-то, двигая персонажа по его собственному пути». Дженнифер Биссет из CNET похвалила боевые сцены, выступления и сюжет, написав: «Влияние братьев Руссо ощущается, когда третий фильм о Человеке-пауке Холланда выходит на новую, более серьёзную площадку. Если персонаж должен стать следующим Тони Старком, то это способ оставить ещё несколько шрамов на облике более интересного героя. Если вы пришли на самый большой фильм года, вы определённо уйдёте довольным». Кевин Мар из The Times дал фильму 4 звезды из 5, сказав, что его «так же приятно смотреть, как и опасно обсуждать», и описал его как «взрыв динамита постмодернизма, который никогда не покидает своего эмоционального ядра». Бенджамин Ли из The Guardian дал фильму 3 звезды из 5, похвалив Уоттса за «возвращение многочисленных злодеев из предыдущих вселенных Человека-паука, предоставив увлекательное, изящно поставленное приключение, которое успокоит широкую фанатскую базу в это Рождество», но чувствуя что сценарию «не хватает ожидаемого запала, чувства полного веселья, которое пытается пробиться сквозь роботизированный сюжет». Кейт Эрбланд из IndieWire поставила фильму оценку «B», посчитав, что работа Уоттса была «удовлетворительной, эмоциональной и иногда неустойчивой». Она обнаружила, что сценарий «слишком долго зацикливался на махинациях людей и планах, о которых мы уже знаем, вводя в какое-то неловкое заблуждение и просто откладывая неизбежное». Джон Дефор из The Hollywood Reporter посчитал, что включение «мультивселенского хаоса» было направлено на «воплощение персонажем Железного человека», которое сделало фильмы с Холландом в главной роли «наименее забавными».
Брайан Лоури из CNN похвалил юмор и написал: «Однако уже очевидно, что этот фильм был задуман для того, чтобы им наслаждались и наслаждались. И в том, что становится всё более неуловимым явлением, это будет включать в себя возгласы и крики благодарных фанатов в кинотеатрах, где „Человек-паук“ сначала раскроет свои секреты, а затем, более чем вероятно, покажет свои ноги». Ричард Роупер из Chicago Sun-Times дал фильму 3 балла из 4 и высоко оценил выступления Холланда и Зендеи, написав: «В исправной компьютерной графике и практических эффектах нет ничего нового или особенно запоминающегося, но мы по-прежнему вкладываемся в результат во многом потому, что Холланд остаётся лучшим из кинематографических Людей-пауков, в то время как Зендея придаёт сердце, ум и теплоту каждому моменту, когда она появляется на экране. Мы продолжаем болеть за то, чтобы эти двое пережили всё, даже если мультивселенная не всегда на их стороне». В то время как Бильге Эбири из Vulture назвал фильм «агрессивно посредственным», но похвалил Дефо, которому, по его словам, «снова удаётся немного повеселиться с разделённым „я“ своего персонажа», и Гарфилда, назвав его «неподдельным восторгом» и назвав его лучшим актёром в фильме.

### Награды
Фильм был исключён из рассмотрения в каких-либо номинациях на 75-й церемонии вручения кинопремии Британской киноакадемии, поскольку не был доступен на стриминговом сервисе BAFTA. Фильм был включён в предварительные шорт-листы потенциальных номинантов на 94-ю церемонию вручения премии «Оскар» в категориях «Лучший звук» и «Лучшие визуальные эффекты». Окончательные номинации были объявлены 8 февраля 2022 года. Также картина претендовала на «Лучший фильм», однако прошла только в категории «Лучшие визуальные эффекты» и проиграла фильму «Дюна».

## Планы
В 2024 на стриминговом сервисе Disney+ состоится возвращение Питера Паркера из КВМ в анимационном сериале «Человек-паук: Первый год», действие которого будет происходить в альтернативной временной линии отдельно от основных событий КВМ. Так наставником Паркера станет не Тони Старк, а Норман Озборн. На данный момент нет сведений о возвращении Тома Холланда к озвучиванию Паркера и какая версия Нормана Озборна будет представлена.
К августу 2019 года четвёртый фильм франшизы находился в разработке наряду с «Нет пути домой». В феврале 2021 года Холланд сказал, что, хотя «Нет пути домой» является последним фильмом по его контракту с Marvel и Sony, он надеется играть Человека-паука в будущем, если его попросят. В июле того же года Зендея рассказала, что не знает, будет ли снят ещё один фильм о Человеке-пауке. В октябре 2021 года Холланд заявил, что «Нет пути домой» рассматривается как «конец франшизы», которая началась с «Человек-паук: Возвращение домой», и что любые дополнительные сольные фильмы с участием Человека-паука из КВМ будут отличаться от этой трилогии фильмов, создавая «что-то другое» с изменением тональности. В следующем месяце Холланд сказал, что не уверен, стоит ли ему продолжать сниматься в фильмах о Человеке-пауке, и заявил, что надеется, что фильм будет посвящён Майлзу Моралесу, а не Питеру Паркеру, и что продолжение роли персонажа в тридцатилетнем возрасте могло быть признаком того, что он «сделал что-то не так». Несмотря на это, продюсер Эми Паскаль заявила, что надеется продолжить работу с Холландом над будущими фильмами о Человеке-пауке, позже уточнив, что Sony и Marvel Studios планируют снять ещё минимум три фильма о Человеке-пауке с Холландом в главной роли. Однако The Hollywood Reporter отметил, что официальных планов относительно новой трилогии не было, несмотря на прочные рабочие отношения между студиями. В декабре Кевин Файги рассказал, что Человек-паук появится в одном из будущих фильмов КВМ, отметив, что Disney и Sony работают вместе над будущим фильмом о Человеке-пауке без «травмирующего чувства разлуки», произошедшей после «Вдали от дома».

## Комментарии
1. ↑  В конце фильма «Человек-паук: Вдали от дома» (2019).
2. ↑  Эдди Брок и его симбиот Веном были перенесены в Кинематографическую вселенную Marvel в результате заклинания Доктора Стрэнджа, как было показано в сцене после титров фильма Вселенной Человека-паука от Sony «Веном 2» (2021).
3. ↑  Как показано в сценах после титров фильма «Морбиус» (2022)[4].